# 23 лютого
23 лютого — 54-й день року в григоріанському календарі. До кінця року залишається 311 днів (312 днів — у високосні роки).

## Свята і пам'ятні дні

### Міжнародні
- ООН: Всесвітній день стерилізації тварин.

### Національні
- Білорусь: День захисника Вітчизни
- Киргизстан: День захисника Вітчизни
- Росія: День захисника Вітчизни
- Таджикистан: День захисника Вітчизни
- Ічкерія: День національної скорботи
- Бруней: День незалежності
- Гаяна: День Республіки

### Релігійні

#### Християнство
- День Святого Полікарпа (69—155).

Православ'я:
- День Святого Полікарпа.
- Преподобних Іоана, Антіоха, Антоніна, Мойсея, Зевина, Поліхронія, іншого Мойсея і Даміана, пустельників сирійських.
- Преподобного Олександра, засновника обителі «Невсипущих».

## Іменини
✙ Православні: Іван, Антонін, Мойсей, Олександр.
✝  Католицькі: Ізабелла, Полікарп, Серенус.

## Події
- 303 — римський імператор Діоклетіан наказав знищити християнську церкву в Нікомидії, що дало початок восьми рокам Діоклетіанського переслідування.
- 532 — візантійський імператор Юстиніан I наказав побудувати нову православну базиліку в Константинополі — Собор Святої Софії.
- 705 — імператриця У Цзетянь зрікається престолу, відновлюючи династію Тан[2].
- 1205 — генмансько-земгалське військо розбило литовців у битві при Роденпойсі.
- 1455 — традиційна дата видання Біблії Гутенберга, першої західної книги, надрукованої рухомим типом.
- 1554 — війська мапуче під командуванням Феліпе Лаутаро здобули перемогу над іспанцями у битві при Маріуенью під час першої стадії Арауканської війни
- 1763 — початок бербіського повстання рабів в Гаяні: перше велике повстання рабів у Південній Америці.
- 1778 — Американська революція: барон фон Штойбен прибуває в Веллі-Фордж, штат Пенсильванія, щоб допомогти тренувати Континентальну армію.
- 1821 — Олександр Іпсіланті розпочинає грецьку війну за незалежність в м. Ясси, Волощина.
- 1833 — у військовому міністерстві Франції видано наказ, згідно із яким «…офіцери генерального штабу можуть залучатися (французькою мовою-attache) до посольств для виконання дипломатичних завдань». Початок створення інституту військових аташе, як першооснови воєнної дипломатії.
- 1854 — південноафриканська бурська Оранжева Республіка стала незалежною від Великої Британії.
- 1863 — британські мандрівники оголосили про відкриття ними джерел річки Ніл.
- 1874 — британський майор Волтер Вінгфілд запатентував нову гру на свіжому повітрі, яка нині усім відома як теніс.
- 1886 — американець Чарльз Голл електролітичним методом отримав алюміній
- 1893 — німецький інженер Рудольф Дізель отримав патент на створений ним двигун
- 1918 — щойно утворена армія комуністів (надалі РСЧА) зазнає першої нищівної поразки від військ Кайзера. Пізніше з'явилася легенда про перемогу над німцями, що пов'язувала цю перемогу із встановленням свята День Радянської Армії.
- 1918 — Кайзерівська Німеччина зажадала від Росії визнати незалежність Латвії, Литви, Естонії, Фінляндії та України.
- 1922 — у Радянській Росії прийняте рішення про вилучення з храмів церковних коштовностей на потреби голодняків.
- 1927 — Президент США Калвін Кулідж підписує законопроєкт Конгресу про створення Федеральної комісії з питань радіо (пізніше замінена Федеральною комісією зв'язку), який повинен був регулювати використання радіочастот у США.
- 1927 — німецький фізик-теоретик Вернер Гейзенберг пише листа колезі-фізику Вольфгангу Паулі, в якому вперше описує свій принцип невизначеності.
- 1934 — Леопольд III стає королем Бельгії.
- 1941 — Плутоній вперше виготовлений і виділений доктором Гленном Теодором Сіборгом.
- 1944 — розпочалася депортація чеченського народу до Середньої Азії силами НКВС.
- 1945 — над Іодзімою піднято американський прапор.
- 1978 — відбувся дебютний виступ нового гурту Девіда Ковердейла «Whitesnake».
- 1993 — Україна заявила про невизнання Росії єдиною правонаступницею СРСР.
- 1997 — вчені з Единбурга (Шотландія) повідомили про успішне клонування дорослої вівці. Народжена одержала ім'я Доллі.
- 2000 — Карлос Сантана одержав 8 нагород «Греммі» — з десяти можливих номінацій. У 2003 році цей результат повторила Нора Джонс, яка також завоювала вісім статуеток «Греммі».
- 2010 — невідомі злочинці залили більше 2,5 мільйонів літрів дизельного палива та інших вуглеводнів в річку Ламбро, в північній Італії, що призвело до екологічної катастрофи.
- 2012 — серія нападів на території Іраку, 83 вбитих і понад 250 отримали поранення.
- 2014 — Віктор Янукович втік до Росії.
- 2017 — Вільна сирійська армія, яку підтримує Туреччина, захоплює Ель-Баб.
- 2019 — Atlas Air Flight 3591 врізається в Триніті Бей поблизу Анауака, штат Техас. Усі троє людей на борту загинули.
- 2024 — в Краснодарському краї впав збитий російський літак-розвідник А-50.

## Народились
Дивись також Категорія:Народились 23 лютого
- 1443 — Матвій Корвін (Гуняді Матяш), король Угорщини, Хорватії, Богемії, герцог Австрії, відновлювач угорської державності
- 1758 — Василь Капніст, визначний український поет, драматург і громадсько-політичний діяч кін. XVIII — поч. XIX ст.
- 1840 — Карл Менгер, засновник австрійської школи економіки.
- 1842 — Едуард Гартман, німецький філософ-ідеаліст.
- 1850 — Сезар Ріц, швейцарський підприємець, який побудував готель у Парижі, ім'я Рітц стало синонімом елегантності й розкоші.
- 1855 — Едвард Харкевич, директор Львівської академічної гімназії
- 1878 — Казимир Малевич, український художник-авангардист (†1935).
- 1883 — Віктор Флемінг, американський кінорежисер, лауреат «Оскара» («Звіяні вітром», «Чарівник країни Оз»).
- 1909 — Микола Шпак, український поет та перекладач, партизан.
- 1912 — Богдан Романенчук, славіст і україніст.
- 1925 — Єлизавета Чавдар, українська співачка, педагог.
- 1937 — Борис Гуревич, радянський борець вільного стилю, олімпійський чемпіон 1968 року.
- 1940 — Пітер Фонда, американський кіноактор з акторської династії.
- 1953 — Бред Уітфорд, гітарист американського гурту «Aerosmith».
- 1954 — Віктор Ющенко, президент України (2005—2010).
- 1960 — Нарухіто, імператор Японії, старший син імператора на спокої Акіхіто.
- 1973 — Олаф-Лассе Юханссон, клавішник шведського гурту «The Cardigans».
- 1983 — Емілі Блант, англійська акторка.
- 1994 — Дакота Феннінг, американська акторка.
- 1995 — Ендрю Віггінс, канадський баскетболіст.
- 2012 — Естель, герцогиня Естергетландська, принцеса Швеції.

## Померли

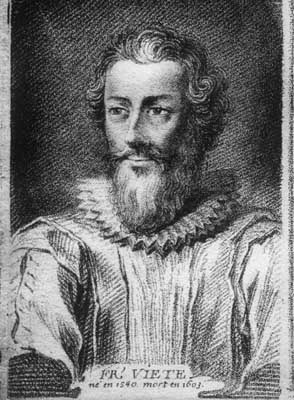
Франсуа Вієт

Дивись також Категорія:Померли 23 лютого
- 1205 — Свелгат, литовський князь.

- 1603 — Франсуа Вієт, французький математик, який започаткував алгебру як науку про перетворення виразів, про розв'язування рівнянь у загальному вигляді.
- 1855 — Карл Фрідріх Гаус, німецький математик, фізик.
- 1859 — Зигмунт Красінський, польський поет і драматург
- 1908 —  Фрідріх Есмарх, німецький хірург, один з піонерів асептики та антисептики.
- 1917 — Жан Гастон Дарбу, французький математик.
- 1918 — Номан Челебіджіхан, лідер кримськотатарського народу, президент Кримської Народної Республіки (*1885).
- 1933 — Володимир Пухальський, український піаніст і композитор
- 1942 — Стефан Цвейг, австрійський поет, письменник і драматург, разом з дружиною покінчив життя самогубством на знак протесту проти духовної деградації Європи.
- 1952 — Дяченко Михайло Васильович український військовий та політичний діяч.
- 1957 — Данило Скоропадський, український політик і громадський діяч.
- 1974 — Джордж ван Бісбрук, бельгійсько-американський астроном.
- 1989 — Йосиф Мартинець, перший єпископ для українців греко-католиків у Бразилії
- 2000 — Офра Хаза, популярна ізраїльська естрадна співачка, авторка власних пісень і акторка.
- 2008 — Янез Дрновшек, другий президент Словенії.
- 2011 — Олександр Токар, український радіожурналіст, письменник, телерадіоведучий, дослідник українських народних звичаїв та обрядів. З 1961 до 2000 — беззмінний ведучий щоденної ранкової рубрики на Національному радіо УРСР та України. Заслужений журналіст України.